# Villebois (Jamésie)
Villebois est une localité de la municipalité québécoise d'Eeyou Istchee Baie-James en Jamésie, dans la région administrative du Nord-du-Québec. En 2011, le village comptait 143 habitants.

## Histoire
La localité est fondée dans le contexte de la Grande dépression des années 1930. Pour lutter contre la misère économique de l'époque, Iréné Vautrin, ministre de la Colonisation, de la Chasse et des Pêcheries lance un plan pour stimuler la colonisation de l'Abitibi-Témiscamingue. Le Plan Vautrin encourage alors les familles du sud du Québec à s'y lancer dans l'agriculture.
Les premiers habitants de Villebois arrivent en 1935 et l'érection canonique de la paroisse de Sainte-Camille-de-Villebois a lieu la même année. Villebois est officiellement constitué en village en 1940. Il fait à l'époque parti de l'Abitibi et ses habitants y vivent de l'agriculture, mais aussi de l'industrie forestière.
En 1976, Villebois devient une localité en vertu de la Loi sur le développement de la région de la Baie-James. En 1998, la localité, ainsi que celles de Val-Paradis et Beaucanton sont rattachés à la région Nord-du-Québec et relèvent de l'administration de la Municipalité de la Baie-James.

## Géographie

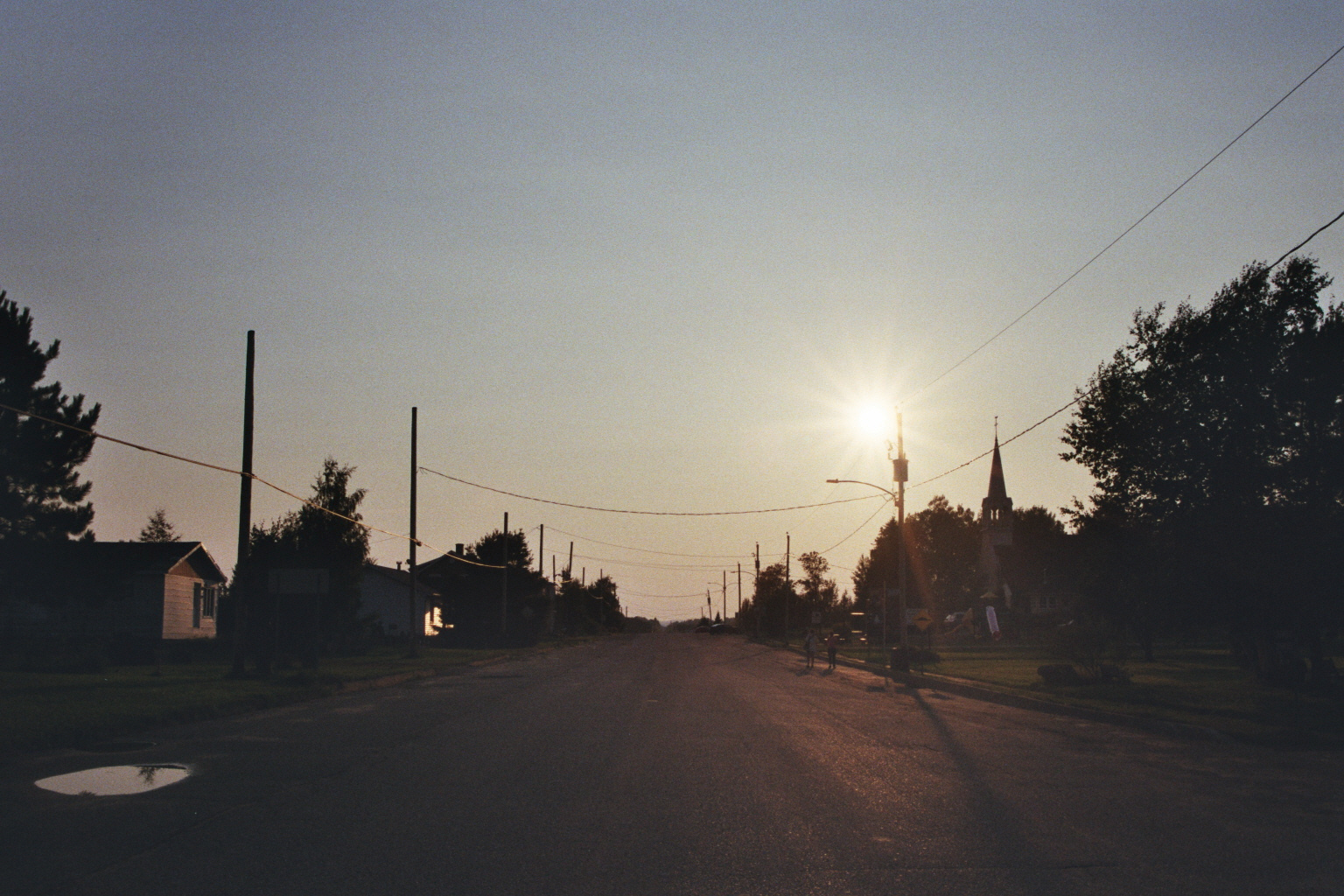
La rue de l'Église est l'axe principal du village de Villebois.

Villebois est situé à l'extrême sud de la région du Nord-du-Québec, au nord-ouest de Normétal, à environ 33 km au nord de La Sarre, 730 km de Montréal et 973 km de la ville de Québec.
On y accède via la route 393.

## Administration
La localité de Villebois est administrée par un conseil local, dirigée par un Président. Le Président du conseil siège au gouvernement régional d'Eeyou Istchee Baie-James, et sur le conseil d'administration de l'Administration régionale Baie-James. Lors des élections de 2021, André Eliott est réélu Président de la localité.

## Démographie
| 2006 | 2011 | 2016 | 2021 |
| ---- | ---- | ---- | ---- |
| 128  | 143  | 157  | 173  |

Sources : Statistique Canada,

## Économie
Au tournant des années 1980, l'industrie minière prend une place importante dans l'économie de Villebois. L'ouverture des mines de Selbaie, près de Joutel, ainsi que de la mine Casa Berardi dont l'unique chemin d'accès traverse Villebois, profite à la communauté. Les années 1990 sont toutefois difficiles pour l'industrie minière. En 1997, la mine Casa Berardi cesse ses opérations. Les impacts de la fermeture de la mine Selbaie en 2004 sont toutefois atténués par la reprise des activités de la mine Casa Berardi dès 2007. Les opérations de ce complexe sont prévues jusqu'en 2034. 

## Attraits
- La Porte de la Baie-James, arche inaugurée en 1978 et marquant le début de la route des Conquérants[12] ;
- Le pont Taschereau, pont couvert construit en 1939[13] ;
- Le pont Maurice-Duplessis, pont couvert, construit en 1948[14] ;
- Le chaland La Rosana, chaland patrimonial, construit vers 1944[15] ;
- Le mini-golf[16] ;
- Le Lac Pajegasque, secteur de plage, villégiature et sentiers[17].

## Événements
- Le Festival du cheval de la Baie-James

## Personnalités associées
Il s'agit du lieu de pratique de l'infirmière Blanche Pronovost, dont la vie fut adaptée dans la série de romans Les Filles de Caleb, et portée à l'écran dans la mini-série Blanche,.

## Toponymie
Le nom de la localité serait un rappel que le village est enclavé dans la forêt. Un lac Villebois se trouve quant à lui à 15 km à l'est du village du même nom.